# Ель-Гріба
Синагога Ель-Гріба (араб. كنست الغريبة, Ель-Гріба означає  північноафриканською арабською мовою синагога) — синагога, розташована на туніському острові Джерба, в селі Ер-Ріяд (колишнє єврейське село Хара-Шріра) в декількох кілометрах на північний захід від адміністративного центру Джерби — Хумт-Сука. У синагозі зберігається один з найстаріших у світі Сувоїв Тори. Синагога є пунктом призначення щорічного паломництва багатьох туніських євреїв після святкування Песаха.

## Історія
Вік синагоги — понад 2000 років, вона є найстарішою синагогою Африки і однією з найдавніших у світі. Згідно з усними переказами, вона була побудована когеном, що іммігрував після руйнування першого Єрусалимського храму. Сучасна будівля була побудована в XIX столітті і замінила будівля XVI століття.
В наш час синагога кілька разів піддавалася нападам. Під час свята Сімхат Тора 1985 року один з поліцейських відкрив вогонь по натовпу людей, що призвело до загибелі трьох осіб, включаючи одну дитину.

## Галерея

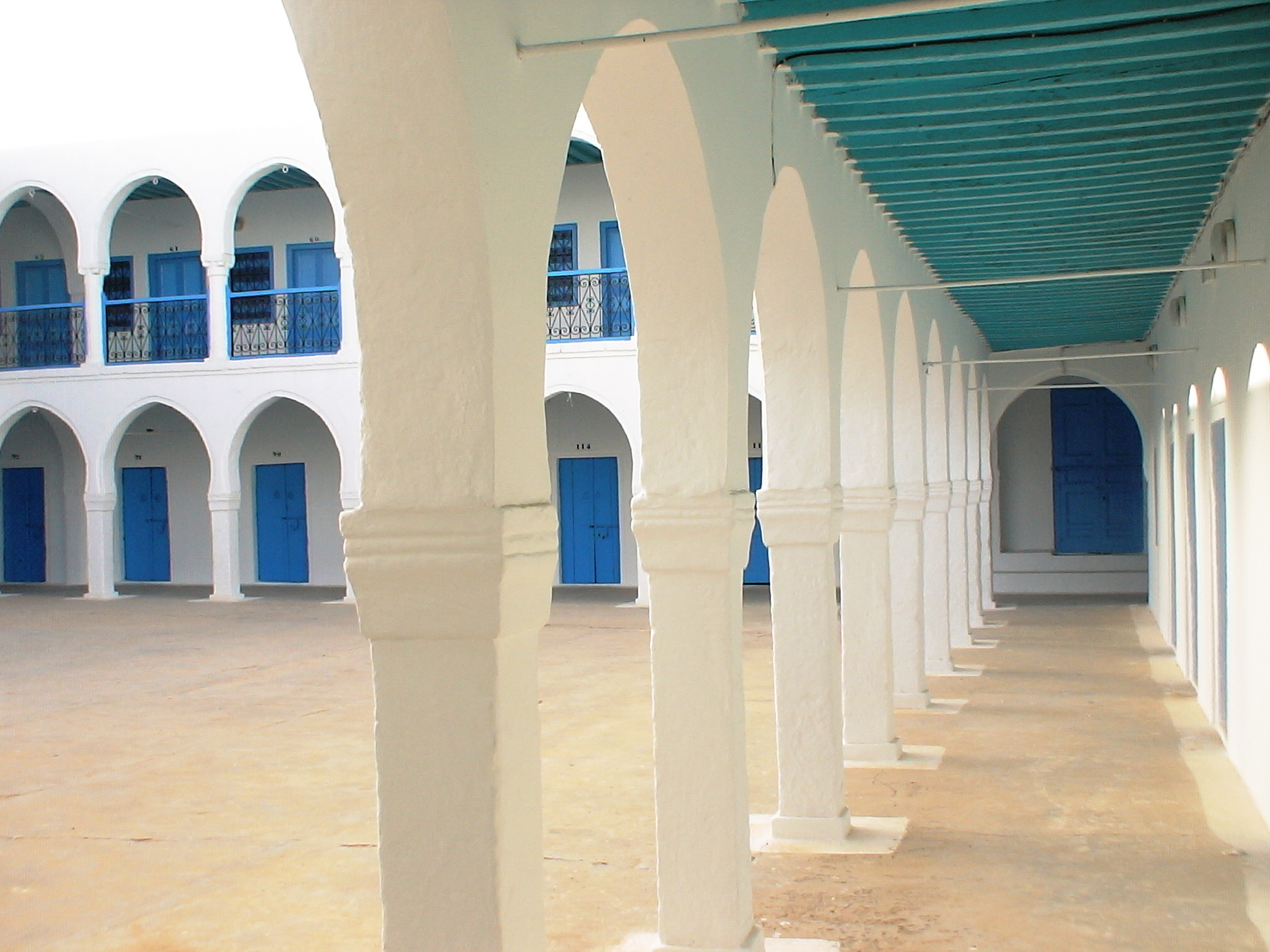
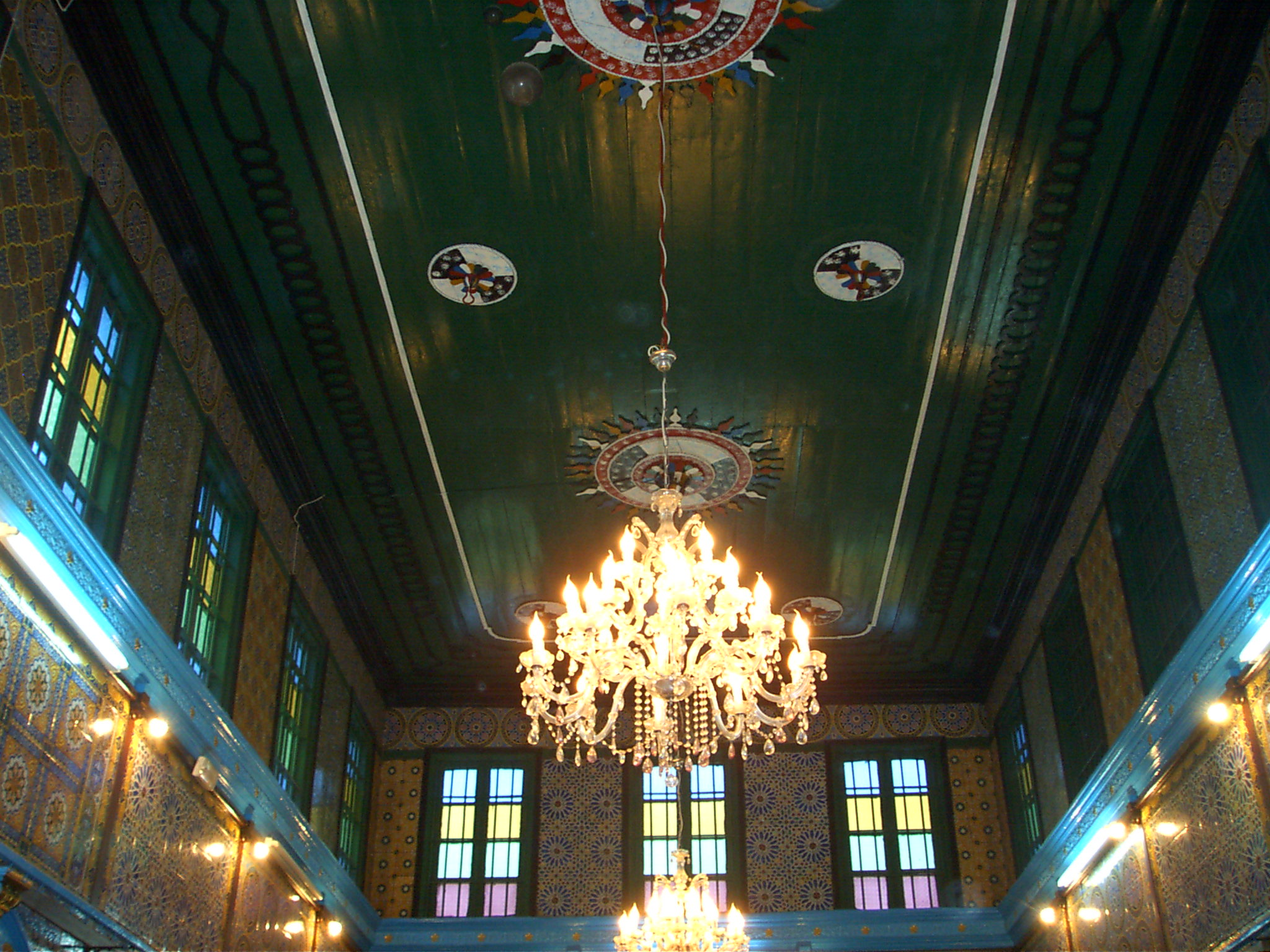
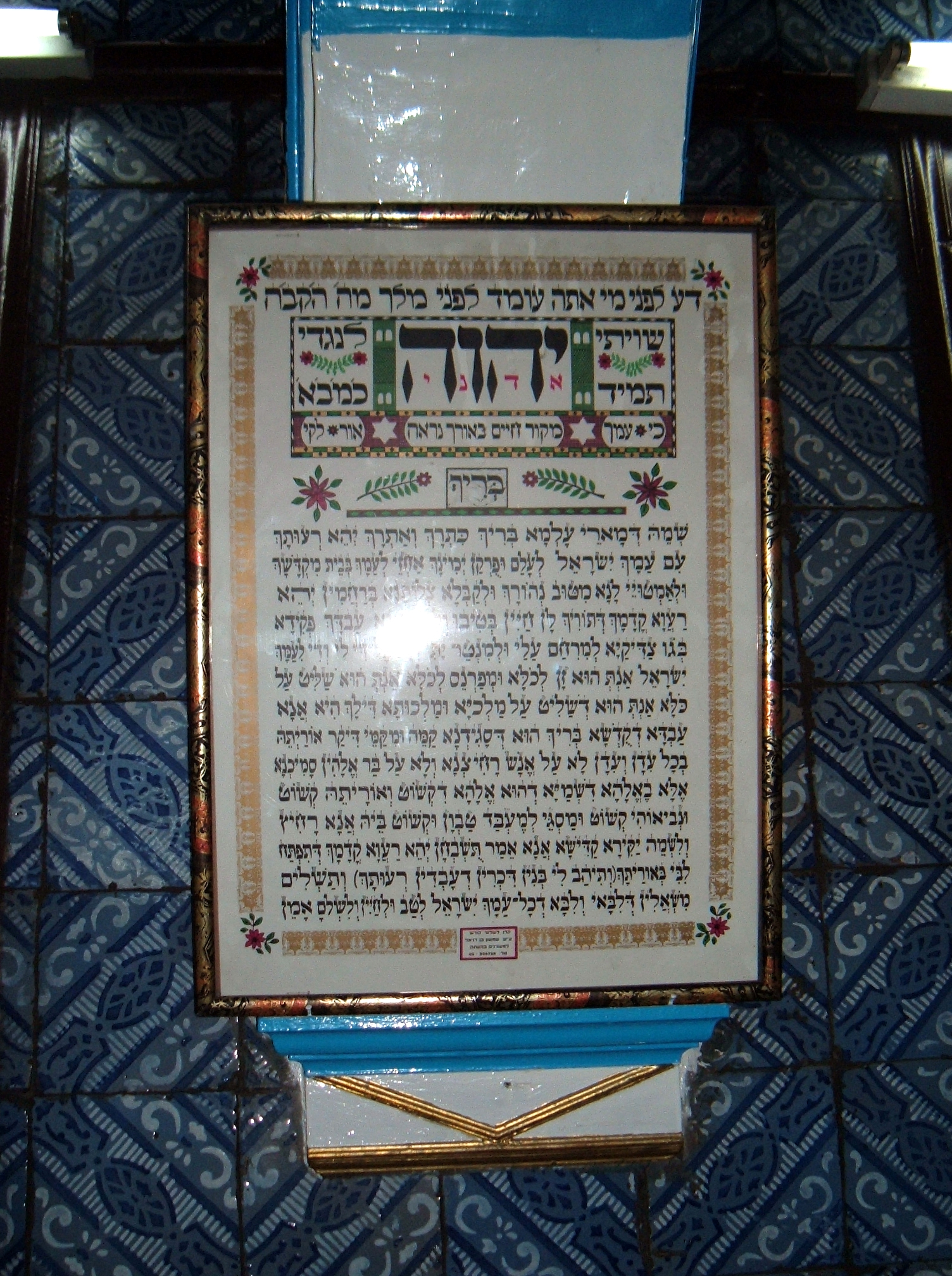
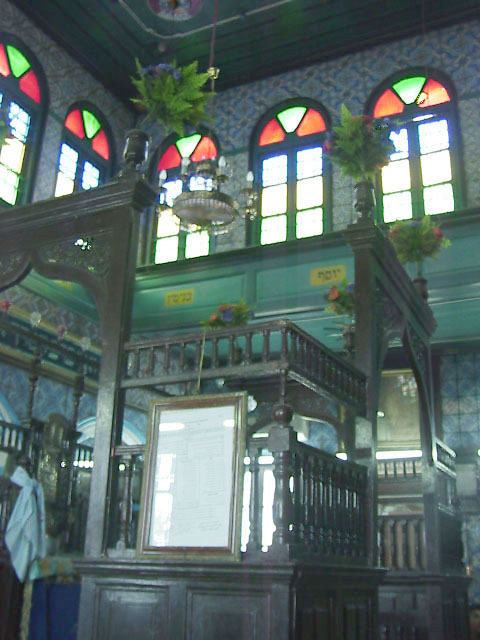